# Дувірак Григорій
Дувірак (Дувіряк) Григорій (Гриць; 1861 — 1929) — український селянин з Марківки, громадський діяч. Організатор радикального і січового руху на Гуцульщині. Член Президії Української Національної Ради ЗУНР від повіту Печеніжин.

## Життєпис
В 1918–1919 роках — делегат Української Національної Ради ЗУНР від повіту Печеніжин.